# Кулікувка
Кулікувка (пол. Kulikówka) — село в Польщі, у гміні Добжинево-Дуже Білостоцького повіту Підляського воєводства.
Населення — 148 осіб (2011).
У 1975-1998 роках село належало до Білостоцького воєводства.

## Демографія
Демографічна структура станом на 31 березня 2011 року:
|          | Загалом | Допрацездатний вік | Працездатний вік | Постпрацездатний вік |
| -------- | ------- | ------------------ | ---------------- | -------------------- |
| Чоловіки | 85      | 14                 | 61               | 10                   |
| Жінки    | 63      | 9                  | 33               | 21                   |
| Разом    | 148     | 23                 | 94               | 31                   |